# Alexandrina Alessandrescu
Alexandrina Alessandrescu (n. 15 ianuarie 1857, Câmpina, Țara Românească – d. 20 decembrie 1919) a fost o artistă dramatică, societară a Teatrului Național București. Zisă și „Duduia". Extrem de apreciată de Alexandru Davila pentru rolurile de „duenă" .
Educația și studiile le-a început în Institutul catolic Sf.Iosif din București. S-a înscris apoi la Conservatorul de muzică și declamație București (1873). S-a făcut cunoscută cu ocazia interpretării poemului „Sburătorul", versuri de Ion Heliade-Rădulescu. 
Tot în 1873, Teatrul Național i-a încredințat roluri mici, precum Copilul de casă din Banul Mărăcine, dramă de V. A. Urechia, în care a debutat, sau Petrică din piesa Hatmanul Drăgan, de Fr. Dame și Ia Malla. 
Ajungând în fruntea Teatrului Național, Ion Ghica a angajat-o în 1877 pe tânăra absolventă a Conservatorului și din acel moment ea nu a mai părăsit scena națională. 
În general a creat mai ales personaje comice sau ciudate.
A mai jucat și la Teatrul din Craiova, condus de cântărețul Theodor Vasiliu, la „Orfeu" și la grădinile „Rașca", „Stavri" și „Dacia".
A fost pensionată sub directoratul lui Pompiliu Eliade (1908-1909) care era de părere că a venit vremea „să se acorde dreptul de pensie unor artiști renumiți în vremea lor, dar care s-au dovedit în ultimii ani cu totul insuficienți".

## Roluri în teatru
- Copilul de casă din „Banul Mărăcine", dramă de V. A. Urechia;
- Petrică din piesa „Hatmanul Drăgan", de Fr. Dame și Ia Malla;
- „Eva", de Richard Voss, tradusă de P. Gusty;
- Dra. Păunescu, din „În Provincie", localizare de V. Toneanu;
- Marchiza din „Fata Regimentului", operă-comică de Donizetti;
- Catinca din „Jos Automobilul", localizare de P. Gusty;
- Perina, din „Miqueta", de Robert de Flers și G. de Calllavet, tradusă de George Grant;
- Dna. Pernelle din „Tartufe", de Molière;
- Doica din „Romeo și Julieta" de Shakespeare;
- Joița din „Fetele lui Iacovache", localizare de P. Gusty;
- Cucoana Zina din „Șarpele casei", de V. Leonescu;
- Cărbunăreasa din „Marioara", de Carmen Sylva;
- „Onoarea" de Hermann Sudermann;
- „A scrîntit-o procurorul" (vodevil, 1885);
- Veta din „O noapte furtunoasă";
- Doamna de Sottenville din „George Dandin" de Molière;
- „Cîntecul lui Fortunio" de Jacques Offenbach;
- Madame Helseth din „Rosmersholm" de Ibsen;
- Zamfira din „Piatra din casă" de Vasile Alecsandri;
- „Fiul pădurilor" de Friedrich Halm;
- „Pe malul gârlei" de D. Olănescu-Ascanio;
- „Chimia în însurătoare" de Rudolf Kneisel;
- „Jos automobilul" de C. Kraatz;
- Anica din „Olteanca", operetă, de Bengescu-Dabija și Ed. Caudella;
- Mama interesată din „Lulu" de Carlo Bertolozzi;
- „Mugurul" de Georges Feydeau;
- „Pentru a fi iubită" de Leon Xanrof;
- Profira din „Casta-Diva", de Haralamb G. Lecca, etc.

## Afilieri
- Membră a „Teatrului Român de Operete" alături de Maria Flechtenmacher, Teodora Marinescu, Teodora Pătrașcu, Atena Georgescu, Teodor Popescu, M. Mateescu, Ion Comino, Alexandru Flechtenmacher (dirijor).
- Membră a „Societății artistice române de operetă, vodevil și comedie națională" alături de Maria Flechtenmacher, Teodora Marinescu, Teodora Pătrașcu, Atena Georgescu, Frosa Nițescu, Grigore Manolescu, N. Hagiescu și A. Flechtenmacher.
- Membră a Asociației Nottara – Niculescu-Buzău.
- Membră a Companiei dramatice „Davila".